# Ossowa
Ossowa – wieś w Polsce położona w województwie lubelskim, w powiecie radzyńskim, w gminie Wohyń.
| SIMC    | Nazwa     | Rodzaj    |
| ------- | --------- | --------- |
| 0022310 | Kozłówka  | część wsi |
| 1024942 | Nowiny    | część wsi |
| 0022326 | Starowieś | część wsi |

Wieś ekonomii brzeskiej w drugiej połowie XVII wieku. 
W latach 1975–1998 miejscowość administracyjnie należała do województwa bialskopodlaskiego.
Wieś jest sołectwem w gminie Wohyń. Według Narodowego Spisu Powszechnego z roku 2011 wieś liczyła 407 mieszkańców.
Wierni Kościoła rzymskokatolickiego należą do parafii Opieki NMP w Przegalinach Dużych.